# North, Central America and Caribbean Volleyball Confederation
Die North, Central America and Caribbean Volleyball Confederation, kurz NORCECA, ist der kontinentale Dachverband des Volleyballsports in Nord- und Mittelamerika sowie der Karibik. Der Hauptsitz des 1968 gegründeten Verbandes befindet sich in Santo Domingo (Dominikanische Republik).

## Geschichte
Bei den Zentralamerika- und Karibikspielen des Jahres 1966 in San Juan (Puerto Rico) wurde 1966 die Gründung der NORCECA beschlossen. An der Entwicklung war neben Vertretern aus Puerto Rico, Kuba, der Dominikanischen Republik und Haiti auch der spätere FIVB-Präsident Rubén Acosta Hernández aus Mexiko beteiligt. Die offizielle Gründung wurde 1968 vollzogen, als Kanada und die Vereinigten Staaten dem Verband beitraten. Rubén Acosta Hernández trat daraufhin von 1968 bis 1984 als erster Präsident der NORCECA in Erscheinung. Im Jahre 1984 wurde er durch Libertario Pérez abgelöst, der in weiterer Folge vier Jahre lang amtierte. Danach leitete von 1988 bis 2001 Luis R. Mendoza den Verband, ehe er durch den Dominikaner Cristóbal Marte Hoffiz, der heute (Stand: 2017) noch immer im Amt ist, ersetzt wurde.
Die NORCECA ist den einzelnen Nationalverbänden übergeordnet und organisiert kontinentale Wettbewerbe. Die erste NORCECA-Meisterschaft fand vom 4. bis 9. August 1969 in Mexiko statt. Die erste Juniorenmeisterschaft fand im Jahre 1980 statt. Der Verband ist auch an der Organisation von Qualifikationsturnieren für Olympische Spiele und Weltmeisterschaften sowie an internationalen Wettbewerben, die von Mitgliedsverbänden veranstaltet werden, beteiligt.

## Präsidenten der NORCECA
- 1968 bis 1984: Rubén Acosta Hernández
- 1984 bis 1988: Libertario Pérez
- 1988 bis 2001: Luis R. Mendoza
- seit 2001: Cristóbal Marte Hoffiz

## Mitgliedsverbände
Die folgenden Tabellen zeigen alle Mitgliedsverbände der NORCECA, die wiederum in vier Unterorganisationen aufgeteilt sind.

### North Central Americas Volleyball Association (NCVA)
| Code | Land                    | Verband                               | Link |
| ---- | ----------------------- | ------------------------------------- | ---- |
| CAN  | Kanada                  | Volleyball Canada Association         |      |
| CUB  | Kuba                    | Federación Cubana de Voleibol         |      |
| DOM  | Dominikanische Republik | Federación Dominicana de Voleibol     |      |
| MEX  | Mexiko                  | Federación Mexicana de Voleibol       |      |
| PUR  | Puerto Rico             | Federación Puertorriqueña de Voleibol |      |
| USA  | Vereinigte Staaten      | United States Volleyball Association  |      |

### Asociación de Federaciones CentroAmericanas de Voleibol (AFECAVOL)
| Code | Land        | Verband                             | Link |
| ---- | ----------- | ----------------------------------- | ---- |
| BIZ  | Belize      | Belize Volleyball Association       |      |
| CRC  | Costa Rica  | Federación Costaricense de Voleibol |      |
| ESA  | El Salvador | Federación Salvadoreña de Voleibol  |      |
| GUA  | Guatemala   | Federación Guatemalteca de Voleibol |      |
| HON  | Honduras    | Federación Hondureña de Voleibol    |      |
| NCA  | Nicaragua   | Federación Nicaragüense de Voleibol |      |
| PAN  | Panama      | Federación Panameña de Voleibol     |      |

### Eastern Caribbean Zonal Volleyball Association (ECVA)
| Code | Land                           | Verband                                                | Link |
| ---- | ------------------------------ | ------------------------------------------------------ | ---- |
| AGU  | Anguilla                       | Anguilla Volleyball Association                        |      |
| ANT  | Antigua und Barbuda            | Antigua Volleyball Association                         |      |
| BER  | Bermuda                        | Bermuda Volleyball Association                         |      |
| DMA  | Dominica                       | Dominica Volleyball Association                        |      |
| EUX  | Sint Eustatius                 | Sint Eustatius Volleyball Association                  |      |
| GRN  | Grenada                        | Grenada Volleyball Association                         |      |
| IVB  | Britische Jungferninseln       | British Virgin Islands Volleyball Association          |      |
| LCA  | St. Lucia                      | St. Lucia Volleyball Association                       |      |
| MAF  | Saint-Martin                   | Ligue de Volley-Ball de Saint-Martin                   |      |
| MSR  | Montserrat                     | Montserrat Volleyball Federation                       |      |
| SAB  | Saba                           | Saba Volleyball Association                            |      |
| SKN  | St. Kitts und Nevis            | St. Kitts & Nevis Volleyball Federation                |      |
| SXM  | Sint Maarten                   | Sint Maarten Volleyball Association                    |      |
| VIN  | St. Vincent und die Grenadinen | Saint Vincent and the Grenadines Volleyball Federation |      |

### Caribbean Zonal Volleyball Association (CAZOVA)
| Code | Land                         | Verband                                                     | Link |
| ---- | ---------------------------- | ----------------------------------------------------------- | ---- |
| ARU  | Aruba                        | Aruba Volleyball Association                                |      |
| BAH  | Bahamas                      | Bahamas Volleyball Association                              |      |
| BAR  | Barbados                     | Barbados Volleyball Association                             |      |
| BON  | Bonaire                      | Bonairiaanse Volleyball Bond                                |      |
| CAY  | Cayman Islands               | Cayman Islands Volleyball Federation                        |      |
| CUR  | Curaçao                      | Federashon Di Vòlibòl Kòrsou auch Curaçaose Volleyball Bond |      |
| GDP  | Guadeloupe                   | Ligue Guadeloupe de Volleyball                              |      |
| HAI  | Haiti                        | Haiti Volleyball Association                                |      |
| ISV  | Amerikanische Jungferninseln | US Virgin Island Volleyball Association                     |      |
| JAM  | Jamaika                      | Jamaica Volleyball Federation                               |      |
| MQE  | Martinique                   | Martinique Volleyball Federation                            |      |
| SUR  | Suriname                     | Surinaamse Volleyball Bond                                  |      |
| TCI  | Turks- und Caicosinseln      | Turks & Caicos Volleyball Association                       |      |
| TRI  | Trinidad und Tobago          | Trinidad & Tobago Volleyball Federation                     |      |

## Ehemalige Mitglieder
| Code | Land                     | Verband                              | Anmerkung                                                    |
| ---- | ------------------------ | ------------------------------------ | ------------------------------------------------------------ |
| AHO  | Niederländische Antillen | Netherland Antilles Volleyball Bonds | bis zur Auflösung des Überseegebietes im am 10. Oktober 2010 |